# Jared Sullinger
Jared Sullinger Sr. (Columbus, Ohio, 4 de marzo de 1992) es un jugador de baloncesto estadounidense que pertenece a la plantilla de los Cangrejeros de Santurce de la BSN. Con 2,06 metros de estatura, juega en la posición de ala-pívot.

## Trayectoria deportiva

### High School
En su temporada sénior del instituto, fue elegido para disputar el McDonald's All-American Game que se celebró en su ciudad natal, Columbus, siendo elegido co-MVP del partido junto con Harrison Barnes. Ese año disputó además el prestigioso Nike Hoop Summit en Portland, acabando el año siendo galardonado con el Naismith Prep Player of the Year Award, que premia al mejor jugador de instituto del país.

### Universidad
Jugó durante dos temporadas con los Buckeyes de la Universidad Estatal de Ohio, en las que promedió 17,4 puntos y 9,7 rebotes por partido. En su debut como universitario consiguió un doble-doble ante North Carolina A&T, con 19 puntos y 14 rebotes. Acabó la temporada promediando 17,2 puntos y 10,2 rebotes, siendo elegido novato del año, mejor jugador del torneo de la conferencia e incluido en el mejor quinteto de la Big Ten Conference, además de ser incluido en el primer equipo All-American. Remató la temporada siendo galardonado con el Premio USBWA al Freshman Nacional del Año.
Al año siguiente, en la que iba a ser su última temporada con los Buckeyes, lideró al equipo llevándolos a un récord de 31 victorias y 8 derrotas, promediando 17,5 puntos y 9,3 rebotes por partido. Su equipo alcanzó la Final Four del torneo de la NCAA, donde cayeron derrotados ante Kansas Jayhawks. Repitió nuevamente en el mejor quinteto de su conferencia y del All-American. Nada más terminar la temporada, anunció su intención de renunciar a los dos años que le quedaban de universitario y presentarse al Draft de la NBA.

### Profesional
Fue elegido en la vigésimo primera posición del Draft de la NBA de 2012 por los Boston Celtics, debutando como profesional el 31 de octubre ante Miami Heat, logrando 2 puntos y 1 rebote en 8 minutos de juego.
El 17 de noviembre de 2012, contra los Toronto Raptors, registró su primer doble-doble con 12 puntos y 11 rebotes. El 25 de diciembre, contra los Brooklyn Nets, anotó 16 puntos (igualando su récord personal en ese momento) con 6-7 de tiros de campo, junto con 7 rebotes en una victoria de los Celtics por 93-76.
El 14 de julio de 2016 fichó por los Toronto Raptors.
En marzo de 2021, firma por el Anyang KGC de la Liga de baloncesto de Corea, tras varias temporadas en China en las filas del Shenzhen Leopards.
El 26 de diciembre de 2021, regresa a los Shenzhen Leopards de la Chinese Basketball Association.
En abril de 2024, al término de su tercera temporada con los Leopards (la quinta en total en el club), fue nombrado Mejor jugador internacional de la CBA, al promediar 22,3 puntos y 11,5 rebotes por encuentro.
El 6 de mayo de 2024 fichó con los Cangrejeros de Santurce de la BSN.

## Estadísticas como profesional

### Temporada regular
| Año     | Equipo  | PJ  | PT  | MPP  | %TC  | %3P  | %TL  | RPP | APP | ROB | TPP | PPP  |
| ------- | ------- | --- | --- | ---- | ---- | ---- | ---- | --- | --- | --- | --- | ---- |
| 2012-13 | Boston  | 45  | 5   | 19.8 | .493 | .200 | .746 | 5.9 | .8  | .5  | .5  | 6.0  |
| 2013-14 | Boston  | 74  | 44  | 27.6 | .427 | .269 | .778 | 8.1 | 1.6 | .5  | .7  | 13.3 |
| 2014-15 | Boston  | 58  | 49  | 27.0 | .439 | .283 | .744 | 7.6 | 2.3 | .8  | .7  | 13.3 |
| 2015-16 | Boston  | 81  | 73  | 23.6 | .435 | .282 | .640 | 8.3 | 2.3 | .9  | .6  | 10.3 |
| 2016-17 | Toronto | 11  | 1   | 10.7 | .319 | .167 | .500 | 2.5 | .3  | .4  | .1  | 3.4  |
| Total   | Total   | 269 | 172 | 24.3 | .436 | .272 | .723 | 7.5 | 1.8 | .7  | .6  | 10.8 |

### Playoffs
| Año   | Equipo | PJ | PT | MPP  | %TC  | %3P  | %TL  | RPP | APP | ROB | TPP | PPP  |
| ----- | ------ | -- | -- | ---- | ---- | ---- | ---- | --- | --- | --- | --- | ---- |
| 2015  | Boston | 4  | 0  | 20.0 | .553 | .333 | .571 | 7.0 | .3  | .0  | .8  | 12.3 |
| 2016  | Boston | 6  | 2  | 13.5 | .310 | .500 | .750 | 4.5 | 1.2 | .2  | .0  | 5.2  |
| Total | Total  | 10 | 2  | 16.1 | .425 | .385 | .636 | 5.5 | .8  | .1  | .3  | 8.0  |